# Чамберс, Иван Иванович
Иван Иванович Чамберс (англ. John Chambers) (1650, Москва — после 1713) — русский военачальник шотландского происхождения («родом москвич шкотской породы»), сподвижник Петра I, генерал-поручик (1705), в начальном периоде Северной войны командовал русской гвардией.

## Биография
Появился при русском дворе в 1689 году, когда «князь Б. А. Голицын привел в милость иноземцев». В 1693 году возглавил Семёновский полк в чине полковника, участвовал в Кожуховских манёврах (1694) и Азовских походах (1695—96). 
В 1700 году участвовал в битве при Нарве, несмотря на поражение в декабре 1700 года получил чин генерал-майора и временное командование над «генеральством» (дивизией) взятого в плен генерала А. М. Головина в составе двух гвардейских полков (Семёновского и Преображенского). В сражении под Эрестфером (1701) командовал пехотной бригадой из нескольких пехотных полков, позже продолжал командовать гвардейскими полками при осаде Нотебурга (1702), Ниеншанца (1703) и поражении шведского генерала А. Крониорта в бою на р. Сестра. 
В 1703 году за заслуги в завоевании Ингерманландии стал кавалером ордена Святого Андрея Первозванного (№ 9). По другим сведениям, получил орден Святого Андрея Первозванного из рук Государя после взятия Нарвы (1704).
В это время один из полков («генерал-майора Чамберса пехотный полк») носил его имя.
В декабре 1704 года вернулся в Москву со сводным отрядом, состоявшим из половин Семёновского, Преображенского и Ингерманландского полков, и с артиллерией шведских гарнизонов Нарвы, Ивангорода, Дерпта и отнятой у Шлиппенбаха. 
Весной 1705 года он с тем же отрядом направлен к Полоцку, а оттуда ему было приказано вместе с Б. П. Шереметевым двинуться в Курляндию против генерала Левенгаупта; в это время Чамберс командовал бригадой из трёх пехотных полков. На Чамберса была возложена обязанность приготовить для этого похода обоз. Русские войска потерпели поражение при Гемауэртгофе 15 (26) июля 1705 года. Однако, получив подкрепления, русская армия осадила и взяла Митаву, затем Бауск, окончив завоевание Курляндии. За взятие Бауска И. И. Чамберс был произведен в генерал-поручики. 
В преддверии кампании 1706 года, когда ожидалось движение Левенгаупта и Стакельберга на Полоцк, Чамберсу было приказано соединиться с корпусом генерала Н. Г. фон Вердена и принять начальство над обоими корпусами, но ввиду препирательства генералов из-за старшинства начальником отряда назначен был генерал Л. Н. Алларт, Чамберс же оставлен командовать корпусом в Могилёве. В начале 1706 года Чамберс был послан в Минск, и король польский Август II, ожидая назначения Чамберса главнокомандующим войсками в Польше, писал ему и просил иметь возможно частую корреспонденцию с гетманом Вишневецким. Позже командовал гвардейскими полками в Гродненской операции, в которой русская армия понесла большие потери, но избежала разгрома.
В 1707 году Чамберс участвует во взятии Быхова. В 1708 году князь А. И. Репнин, у которого Чамберс командовал бригадой из двух пехотных полков (Ростовского и Нарвского), называет его человеком «совсем уже слабым», так что Репнину всё приходится делать одному, чем до известной степени он и объясняет своё отступление после битвы при Головчине. Репнин и Чамберс были отданы под военный трибунал; Чамберс был лишён команды, с него сняты знаки ордена Святого Андрея Первозванного. 
В списке генералов 1713 года И. И. Чамберс значится по-прежнему в чине генерал-поручика.
Умер Чамберс приблизительно в это же время, так как в 1721 году имения, оставшиеся после него и его жены, отданы были И. Шувалову.